# Вайкаунт-Мелвилл
Вайкаунт-Ме́лвилл (англ. Viscount Melville Sound) — пролив, отделяющий острова Мелвилл и Батерст от островов Виктория и Принца Уэльского в Канадском Арктическом архипелаге.

## География
Пролив Вайкаунт-Мелвилл расположен в центральной части Канадского Арктического архипелага и является частью одного из маршрутов через Северо-Западный проход наряду с проливами Мак-Клур, Барроу и Ланкастер. В англоязычных источниках эти четыре пролива называют Parry Channal (пролив Парри). Пролив Парри отделяет Острова Королевы Елизаветы от остальной части Канадского Арктического архипелага.
Пролив Вайкаунт-Мелвилл соединяет пролив Мак-Клур, расположенный на западе, с проливом Барроу на востоке. На юго-востоке соединяется с проливом Мак-Клинток, на юго-западе — с проливом Принца Уэльского, на севере — с проливом Байам. Совместно с другими проливами соединяет принадлежащие к бассейну Северного Ледовитого океана моря Баффина и Бофорта.
Ширина пролива составляет 160 км, длина — 400 км. Глубина пролива от 200 до 500 метров.

## История
Пролив Вайкаунт-Мелвилл открыт Вильямом Парри в 1819 году и назван им в честь Роберта Саундерса Дугласа, второго виконта Мелвилла, первого лорда Британского Адмиралтейства в то время.